# Браун, Чарльз (музыкант)
Чарльз Браун (13 сентября 1922, Техас-Сити — 21 января 1999, Окленд) — американский блюзовый певец и пианист, стиль исполнения которого оказал большое влияние на развитие блюза в 1940-е — 1950-е годы.
Уроки игры на фортепиано брал с детства.
В 1943 году переехал в Лос-Анджелес, где начал карьеру музыканта и певца.
В 1948 году создал собственную группу.
В период с середины 1960-х по начало 1980-х практически не выступал, но затем вернулся на сцену. Получил целый ряд премий.
Похоронен на Инглвудском кладбище, посмертно введён в Зал славы рок-н-ролла.